# 马克·迈林
马克·迈林（德語：Marc Meiling，1962年3月22日—），德国男子柔道运动员。他曾代表西德参加1984年和1988年夏季奥林匹克运动会柔道比赛，其中1988年奥运会获得一枚银牌。